# César 2023

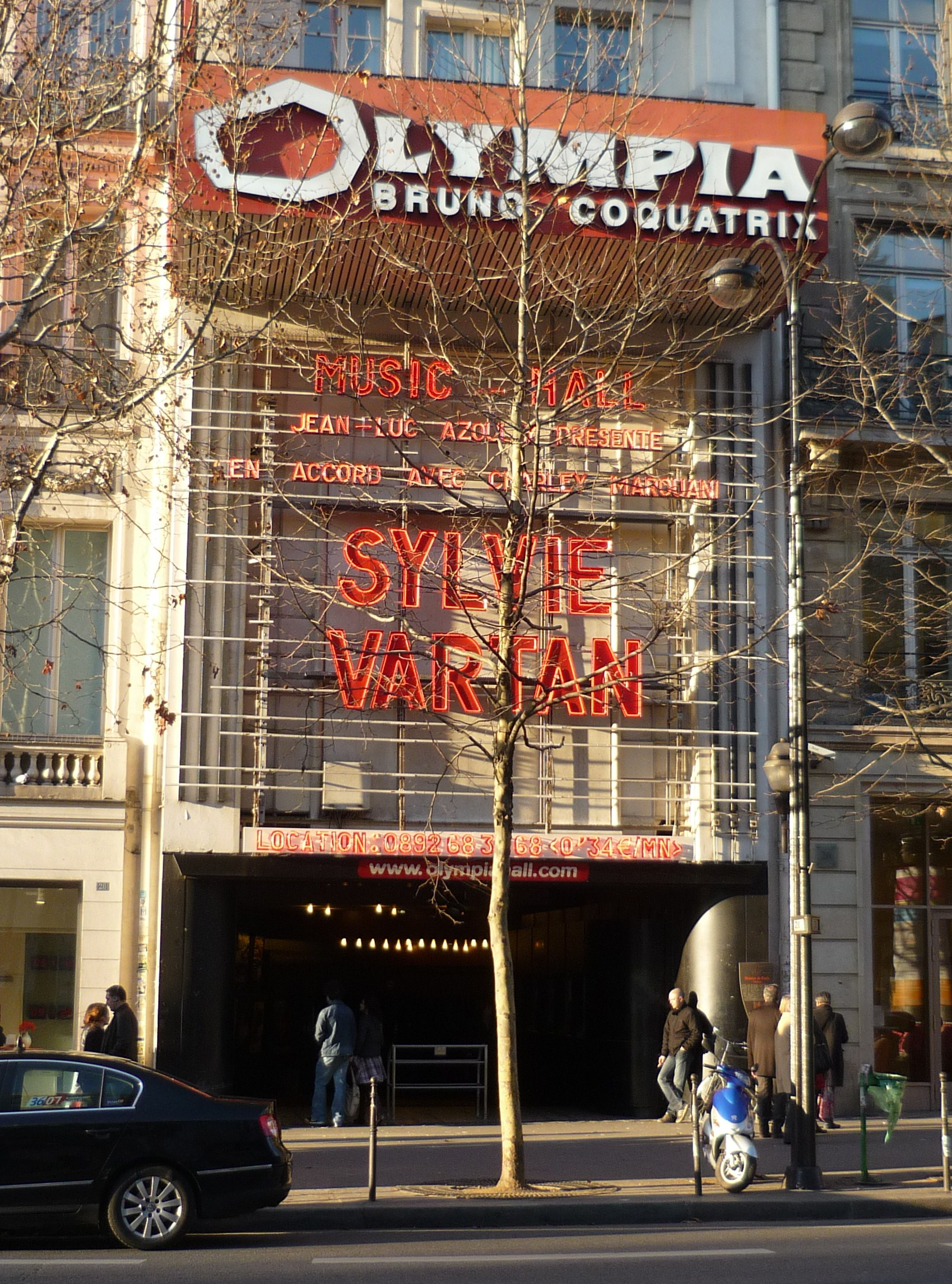
Das Olympia, Veranstaltungsort der César-Verleihung 2023

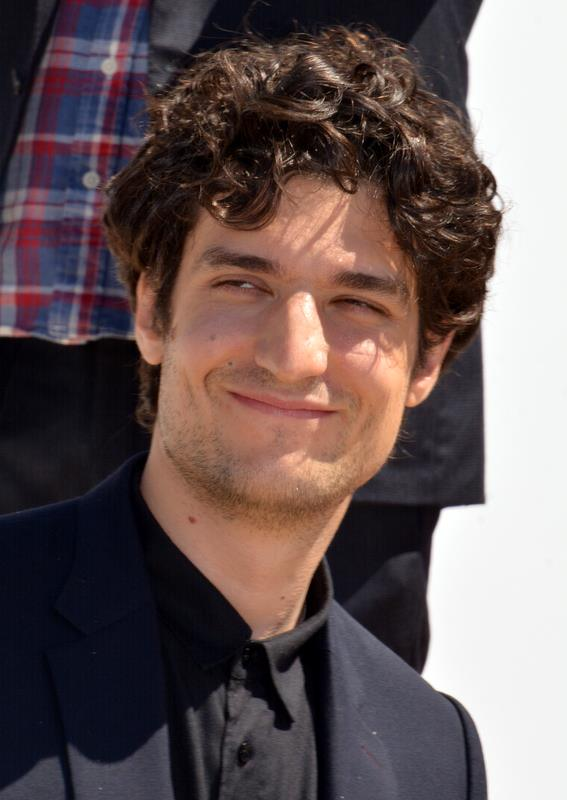
Louis Garrel, Regisseur des favorisierten Films L’innocent

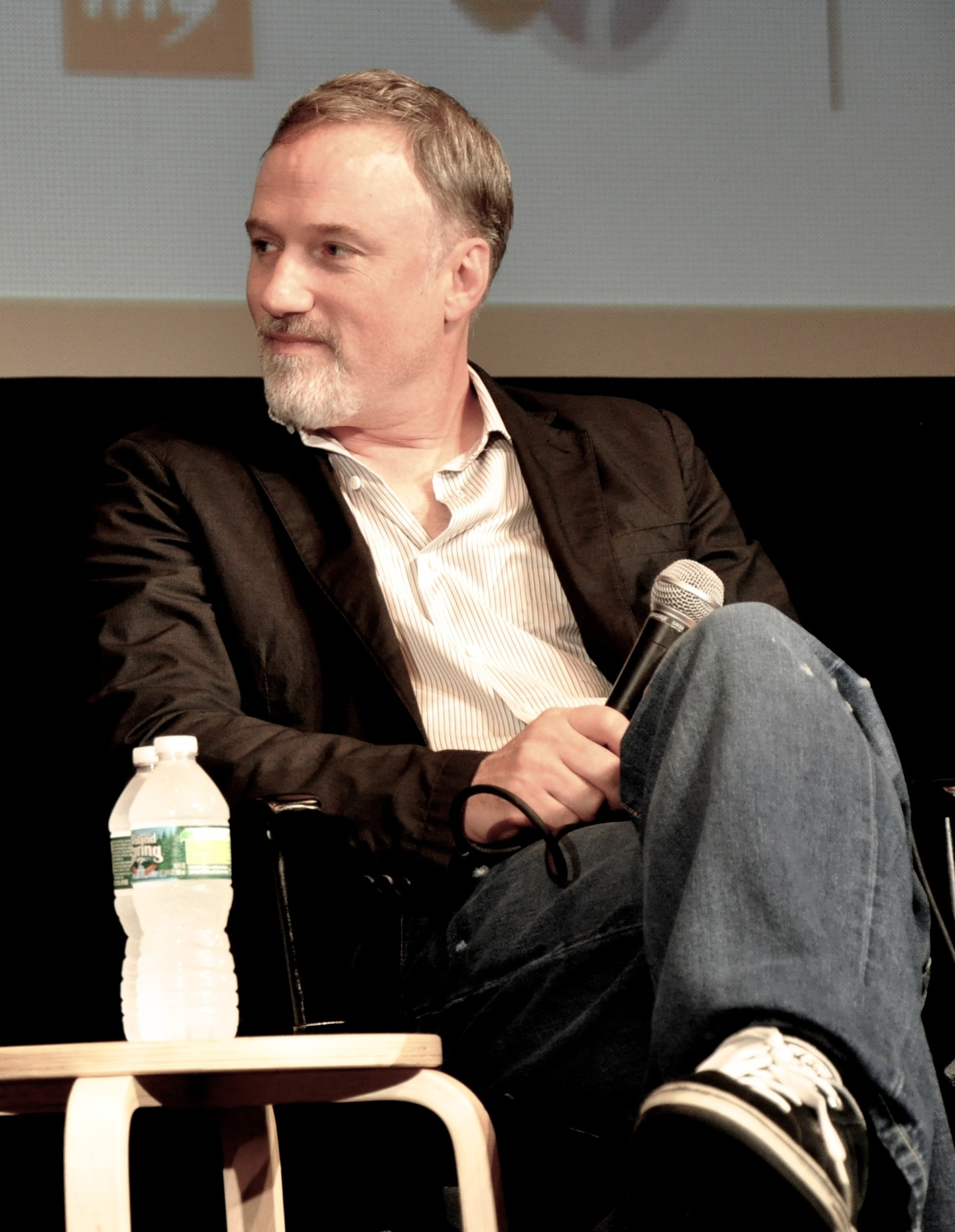
Ehrenpreisträger: David Fincher

Die 48. César-Verleihung fand am 24. Februar 2023 im Konzerthaus Olympia in Paris statt. Die von der französischen Académie des Arts et Techniques du Cinéma vergebenen Filmpreise für die aus ihrer Sicht besten Produktionen des Kinojahres 2022 wurden in 24 Kategorien verliehen. Die Veranstaltung wurde live vom französischen Fernsehsender Canal+ übertragen.
Die Nominierungen wurden am 25. Januar 2023 bekanntgegeben. Als Favorit in die Preisverleihung ging Louis Garrels Tragikomödie Verkehrte Welt (L'innocent), die elf Mal berücksichtigt wurde. Auf zehn Nominierungen kam Dominik Molls Kriminalfilm In der Nacht des 12., der unter anderem mit dem Prix Lumières der französischen Auslandspresse ausgezeichnet worden war. Dem US-amerikanischen Filmemacher David Fincher wurde der Ehrenpreis zuerkannt.
Die Akademie schloss Personen, gegen die wegen Gewaltdelikten ermittelt wird, die mit Freiheitsstrafe bedroht sind, von der Veranstaltung aus.

## Preisträger und Nominierte
| Film                                    | N  | A |
| --------------------------------------- | -- | - |
| Verkehrte Welt                          | 11 | 2 |
| In der Nacht des 12.                    | 10 | 6 |
| Pacifiction                             | 9  | 2 |
| Das Leben ein Tanz                      | 9  | 0 |
| Forever Young                           | 7  | 1 |
| November                                | 7  | 0 |
| Julie – Eine Frau gibt nicht auf        | 4  | 2 |
| Saint Omer                              | 4  | 1 |
| Simone, le voyage du siècle             | 2  | 2 |
| Bruno Reidal – Geständnis eines Mörders | 2  | 0 |
| Couleurs de l’incendie                  | 2  | 0 |
| Final Cut of the Dead                   | 2  | 0 |
| Peter von Kant                          | 2  | 0 |
| Les pires                               | 2  | 0 |
| Le sixième enfant                       | 2  | 0 |

### Bester Film
In der Nacht des 12. (La nuit du 12) – Regie: Dominik Moll, Produktion: Caroline Benjo, Barbara Letellier, Carole Scotta, Simon Arnal
- Forever Young (Les amandiers) – Regie: Valeria Bruni Tedeschi, Produktion: Alexandra Henochsberg, Patrick Sobelman
- Verkehrte Welt (L’innocent)  – Regie: Louis Garrel, Produktion: Anne-Dominique Toussaint
- Das Leben ein Tanz (En corps) – Regie: Cédric Klapisch, Produktion: Bruno Levy
- Pacifiction (Pacifiction: Tourment sur les îles) – Regie: Albert Serra, Produktion: Pierre-Olivier Bardet

### Beste Regie
Dominik Moll – In der Nacht des 12. (La nuit du 12)
- Louis Garrel – Verkehrte Welt (L’innocent)
- Cédric Jimenez – November (Novembre)
- Cédric Klapisch – Das Leben ein Tanz (En corps)
- Albert Serra – Pacifiction (Pacifiction: Tourment sur les îles)

### Beste Hauptdarstellerin
Virginie Efira – Revoir Paris
- Fanny Ardant – Im Herzen jung (Les jeunes amants)
- Juliette Binoche – Wie im echten Leben (Ouistreham)
- Laure Calamy – Julie – Eine Frau gibt nicht auf (À plein temps)
- Adèle Exarchopoulos – Zero Fucks Given – Lebe den Tag, liebe das Leben (Rien à foutre)

### Bester Hauptdarsteller
Benoît Magimel – Pacifiction (Pacifiction: Tourment sur les îles)
- Jean Dujardin – November (Novembre)
- Louis Garrel – Verkehrte Welt (L’innocent)
- Vincent Macaigne – Tagebuch einer Pariser Affäre (Chronique d’une liaison passagère)
- Denis Ménochet – Peter von Kant

### Beste Nebendarstellerin
Noémie Merlant – Verkehrte Welt (L’innocent)
- Judith Chemla – Le sixième enfant
- Anaïs Demoustier – November (Novembre)
- Anouk Grinberg – Verkehrte Welt (L’innocent)
- Lyna Khoudri  – November (Novembre)

### Bester Nebendarsteller
Bouli Lanners – In der Nacht des 12. (La nuit du 12)
- François Civil – Das Leben ein Tanz (En corps)
- Micha Lescot – Forever Young (Les Amandiers)
- Pio Marmaï – Das Leben ein Tanz (En corps)
- Roschdy Zem – Verkehrte Welt (L’innocent)

### Beste Nachwuchsdarstellerin
Nadia Tereszkiewicz – Forever Young (Les Amandiers)
- Marion Barbeau – Das Leben ein Tanz (En corps)
- Guslagie Malanda – Saint Omer
- Rebecca Marder – Une jeune fille qui va bien
- Mallory Wanecque – Les pires

### Bester Nachwuchsdarsteller
Bastien Bouillon – In der Nacht des 12. (La nuit du 12)
- Stefan Crepon – Peter von Kant
- Dimitri Doré – Bruno Reidal – Geständnis eines Mörders (Bruno Reidal)
- Paul Kircher – Der Gymnasiast (Le lycéen)
- Aliocha Reinert – Softie (Petite nature)

### Bestes Originaldrehbuch
Louis Garrel, Tanguy Viel, Naïla Guiguet – Verkehrte Welt (L’innocent)
- Éric Gravel – Julie – Eine Frau gibt nicht auf (À plein temps)
- Valeria Bruni Tedeschi, Noémie Lvovsky, Agnès de Sacy – Forever Young (Les Amandiers)
- Cédric Klapisch, Santiago Amigorena – Das Leben ein Tanz (En corps)
- Alice Diop, Amrita David, Marie Ndiaye – Saint Omer

### Bestes adaptiertes Drehbuch
Gilles Marchand, Dominik Moll – In der Nacht des 12. (La nuit du 12)
- Michel Hazanavicius – Final Cut of the Dead (Coupez!)
- Thierry de Peretti, Jeanne Aptekman – Enthüllung einer Staatsaffäre (Enquête sur un scandale d’état)

### Beste Kostüme
Gigi Lepage – Simone, le voyage du siècle
- Corinne Bruand – Verkehrte Welt (L’innocent)
- Pierre-Jean Larroque – Couleurs de l’incendie
- Praxèdes de Vilallonga – Pacifiction (Pacifiction: Tourment sur les îles)
- Caroline de Vivaise – Forever Young (Les Amandiers)
- Emmanuelle Youchnovski – Warten auf Bojangles (En attendant Bojangles)

### Beste Kamera
Artur Tort – Pacifiction (Pacifiction: Tourment sur les îles)
- Patrick Ghiringhelli – In der Nacht des 12. (La nuit du 12)
- Alexis Kavyrchine – Das Leben ein Tanz (En corps)
- Claire Mathon – Saint Omer
- Julien Poupard – Forever Young (Les Amandiers)

### Bestes Szenenbild
Christian Marti – Simone, le voyage du siècle
- Michel Barthélémy – In der Nacht des 12. (La nuit du 12)
- Sébastian Birchler – Couleurs de l’incendie
- Emmanuelle Duplay – Forever Young (Les Amandiers)
- Sébastien Vogler – Pacifiction (Pacifiction: Tourment sur les îles)

### Bester Schnitt
Mathilde Van de Moortel – Julie – Eine Frau gibt nicht auf (À plein temps)
- Anne-Sophie Bion – Das Leben ein Tanz (En corps)
- Pierre Deschamps – Verkehrte Welt (L’innocent)
- Laure Gardette – November (Novembre)
- Laurent Rouan – In der Nacht des 12. (La nuit du 12)

### Bester Ton
François Maurel, Olivier Mortier, Luc Thomas – In der Nacht des 12. (La nuit du 12)
- Laurent Benaïm, Alexis Meynet, Olivier Guillaume – Verkehrte Welt (L’innocent)
- Cédric Deloche, Alexis Place, Gwennolé Le Borgne, Marc Doisne – November (Novembre)
- Cyril Moisson, Nicolas Moreau, Cyril Holtz – Das Leben ein Tanz (En corps)
- Jordi Ribas, Benjamin Laurent, Bruno Tarrière – Pacifiction (Pacifiction: Tourment sur les îles)

### Beste visuelle Effekte
Laurens Ehrmann – Notre-Dame in Flammen (Notre-Dame brûle)
- Guillaume Marien – The Five Devils (Les cinq diables)
- Sébastien Rame – Smoking causes Coughing (Fumer fait tousser)
- Mikaël Tanguy – November (Novembre)
- Marco Del Bianco – Pacifiction (Pacifiction: Tourment sur les îles)

### Beste Filmmusik
Irène Drésel – Julie – Eine Frau gibt nicht auf (À plein temps)
- Alexandre Desplat – Final Cut of the Dead (Coupez!)
- Grégoire Hetzel – Verkehrte Welt (L’innocent)
- Olivier Marguerit – In der Nacht des 12. (La nuit du 12)
- Anton Sanko – Passagiere der Nacht (Les passagers de la nuit)
- Marc Verdaguer, Joe Robinson – Pacifiction (Pacifiction: Tourment sur les îles)

### Bestes Erstlingswerk
Saint Omer – Regie: Alice Diop
- Bruno Reidal – Geständnis eines Mörders (Bruno Reidal) – Regie: Vincent Le Port
- Falcon Lake  – Regie: Charlotte Le Bon
- Les pires – Regie: Lise Akoka, Romane Gueret
- Le sixième enfant – Regie: Léopold Legrand

### Bester Animationsfilm
Ma famille afghane – Regie: Michaela Pavlatova
- Ernest et Célestine: Le voyage en Charabie – Regie: Jean-Christophe Roger, Julien Chheng
- Der kleine Nick erzählt vom Glück (Le petit Nicolas: Qu’est-ce qu’on attend pour être heureux?) – Regie: Amandine Fredon, Benjamin Massoubre

### Bester Dokumentarfilm
Rückkehr nach Reims (Retour à Reims (Fragments)) – Regie: Jean-Gabriel Périot
- Allons enfants – Regie: Thierry Demaizière, Alban Teurlai
- Annie Ernaux’ Super 8 – Tagebücher (Les années super 8) – Regie: Annie Ernaux, David Ernaux-Briot
- Die Eiche – Mein Zuhause (Le chêne) – Regie: Laurent Charbonnier, Michel Seydoux
- Jane par Charlotte – Regie:  Charlotte Gainsbourg

### Bester animierter Kurzfilm
Omas Sexleben (La vie sexuelle de mamie) – Regie: Urška Djukić, Emilie Pigeard
- Schmusekatze (Câline) – Regie: Margot Reumont
- Noir-soleil – Sprung in die Vergangenheit (Noir-soleil) – Regie: Marie Larrivé

### Bester Kurzfilm
Raus aus der Provinz (Partir un jour) – Regie: Amélie Bonnin
- Haut les cœurs – Regie: Adrian Moyse Dullin
- König David (Le roi David) – Regie: Lila Pinell
- Les vertueuses – Regie: Stéphanie Halfon

### Bester dokumentarischer Kurzfilm
Marie Schneider, 1983 – Regie: Élisabeth Subrin
- Churchill, Polar Bear Town – Regie: Anabelle Amoros
- Écoutez le battement de nos images – Regie: Audrey Jean-Baptiste, Maxime Jean-Baptiste

### Bester ausländischer Film
Wie wilde Tiere (As bestas), Spanien, Frankreich – Regie: Rodrigo Sorogoyen
- Close, Belgien, Niederlande, Frankreich – Regie: Lukas Dhont
- Die Kairo Verschwörung (Boy from Heaven / Walad Min Al Janna), Schweden – Regie: Tarik Saleh
- EO, Polen, Italien – Regie: Jerzy Skolimowski
- Triangle of Sadness, Schweden – Regie: Rüben Ostlund

## Spezialpreise

### Ehrenpreis („César d’honneur“)
David Fincher, US-amerikanischer Filmemacher

### César des lycéens
Die fünf für den besten Film nominierten Beiträge stehen für Schüler in der Kategorie César des lycéens zur Auswahl:
- Forever Young (Les Amandiers) – Regie: Valeria Bruni Tedeschi, Produktion: Alexandra Henochsberg, Patrick Sobelman
- In der Nacht des 12. (La nuit du 12) – Regie: Dominik Moll, Produktion: Caroline Benjo, Barbara Letellier, Carole Scotta, Simon Arnal
- Verkehrte Welt (L’innocent) – Regie: Louis Garrel, Produktion: Anne-Dominique Toussaint
- Das Leben ein Tanz (En corps) – Regie: Cédric Klapisch, Produktion: Bruno Levy
- Pacifiction (Pacifiction: Tourment sur les îles) – Regie: Albert Serra, Produktion: Pierre-Olivier Bardet